# Občina Vransko
Občina Vransko je ena od občin v Republiki Sloveniji.

## Naselja v občini
Brode, Čeplje, Čreta, Jeronim, Limovce, Ločica pri Vranskem, Prapreče, Prekopa, Selo pri Vranskem, Stopnik, Tešova, Vologa, Vransko, Zahomce, Zajasovnik, Zaplanina

## Obseg občine
Vransko je najmlajša trška naselbina v Spodnji Savinjski dolini. Leži na njenem skrajnem zahodnem delu. Na severozahodu ga obdaja Dobroveljska planota s Čreto, na jugozahodu Zasavsko hribovje, proti vzhodu pa se z zaselki Čeplje in Prekopa razširja v osrednji del doline.

## Zgodovinski razvoj lokalne samouprave
Leta 1952 je prišlo do oblikovanja novih občin. Sprejet je bil Zakon o razdelitvi Ljudske republike Slovenije na mesta, okraje in občine. Po tem zakonu so občine bile opredeljene kot teritorialne in gospodarske celote, sestavljene iz več naselij. Občine so spadale v okraje, ti pa so bili opredeljeni kot teritorialne enote in jih sestavljajo več občin, ki imajo gospodarsko, kulturno in prometno povezavo. Mesto pa je bilo definirano kot samostojna teritorialna, gospodarska in urbanistična celota.
V okraj Celje okolica, v katerem je bilo 40 občin, je med njimi bila vključena tudi občina Vransko, ki je v tem času štela 2.624 prebivalcev.
Do ponovnih sprememb pride v letu 1955. V okraju Celje se število občin zmanjša na 13 občin. Med njimi pa sodi tudi občina Vransko, ki je štelo 2.600 prebivalcev.  Ponovna sprememba se zgodi v letu 1960, ko se število občin v okraju Celje zmanjša na 8 občin, med katerim današnje ozemlje občine Vransko sodilo pod občino  Žalec.
Z nastankom samostojne in neodvisne države Republike Slovenije se je sprejela tudi nova ustava Republike Slovenije, katera je prinesla spremembo temeljev pri ureditvi države in družbe. Korenite spremembe so se prav tako dogajale na področju lokalne samouprave. Leta 1994 je bil sprejet Zakon o referendumu za ustanovitev občin. Na podlagi tega zakona so bile pripravljene številne strokovne podlage za ustanovitev novih občin. Referendum je bil neuspešen, zato je vlada ustanovila 147 občin in 10 mestnih občin. Med drugim je bila ustanovljena občina Žalec, kamor sodi sedanje ozemlje občine Vransko.
Leta 1998 so na novo ustanovili občino Vransko, ki jo je sestavljalo 16 naselij, štela pa je 2480 prebivalcev. Danes občino Vransko ureja Statut Občine Vransko, po katerem je občina Vransko opredeljena kot samoupravna lokalna skupnost, ustanovljena z zakonom na območju naslednjih naselij: Vransko, Prekopa, Čeplje, Brode, Selo pri Vranskem, Stopnik, Ločica pri Vranskem, Tešova, Jeronim, Prapreče, Limovce, Zajasovnik – del, Zaplanina, Čreta, Vologa in Zahomce. Občina Vransko v okviru ustave in zakona samostojno ureja in opravlja javne zadeve lokalnega pomena, ki zadevajo prebivalce občine in naloge iz državne pristojnosti.V občini Vransko danes deluje Osnovna Šola Vransko-Tabor, Vrtec Vransko-Tabor. Zdravstveno oskrbo nudi Zdravstveni dom Vransko, v občini imajo tudi trgovine s hrano in druge trgovine, bencinsko črpalko, gostilne s hrano, ter Pošto Slovenije na Vranskem.